# Antonio Niccolini (1701-1769)
Antonio di Filippo di Lorenzo Niccolini (Firenze, 9 febbraio 1701 – Roma, 4 ottobre 1769) è stato un abate, giurista e letterato italiano, considerato una delle figure principali del Settecento toscano.

## Biografia
Di nobile famiglia fiorentina, i Niccolini, marchesi di Ponsacco e Camugliano, studiò legge all'Università di Pisa dove fu allievo di Bernardo Tanucci. Protetto dalla corte britannica, e nipote di papa Benedetto XIII, collaborò al vocabolario dell'Accademia della Crusca e fu presidente della Società Botanica di Firenze. Fu membro di numerose accademie toscane.
Nel 1738 Niccolini fece parte, insieme al senatore Giulio Rucellai, all'auditore fiscale Filippo Luci, ed al giurista e funzionario granducale Pompeo Neri, della commissione creata per disciplinare la materia giuridica in tema di rilascio del porto d'armi e limitare gli abusi del passato. La deputazione divenne presto motivo di contrasto con l'Inquisizione di Firenze che fino ad allora aveva avuto piena facoltà in questa materia.
In pessimi rapporti con Emmanuel de Nay, conte di Richecourt, uno dei principali consiglieri degli Asburgo-Lorena, nel 1748 fu mandato in esilio.
Fu membro della Royal Society (1747). Massone, fu membro della loggia inglese fiorentina del Conte di Middlesex . Commissionò la costruzione della Grotta del Bandino nel giardino della Villa del Bandino a Firenze.